# V. Sesonk
V. Sesonk (uralkodói nevén Aaheperré) az ókori egyiptomi XXII. dinasztia egyik uralkodója volt.

## Uralkodása
Egy szerapeumi sztélé szerint, melyet 11. uralkodási évére datáltak, Sesonk Pami fia és örököse volt. I. e. 767 körül lépett trónra, és, bár életéről kevés információ maradt fenn, számos helyen említik, bár kizárólag a Nílus-delta keleti részén, melyre uralma kiterjedt; Thébából egyetlen említése sem került elő. Úgy tűnik, uralkodása alatt fokozatosan elvesztette uralmát Memphisz városa és a birodalom nyugati része fölött is, ahol a líbiai törzsfők, köztük Oszorkon, majd végül a szaiszi Tefnaht vették át a hatalmat. Hosszú, valószínűleg a 38 évet is elérő uralkodása végére uralma nem nagyon terjedt tovább Tanisz és Bubasztisz környékénél.
IV. Sesonk létezésének felfedezése előtt a ma V. Sesonkként számozott uralkodót gyakran nevezték IV. Sesonknak.

## Említései

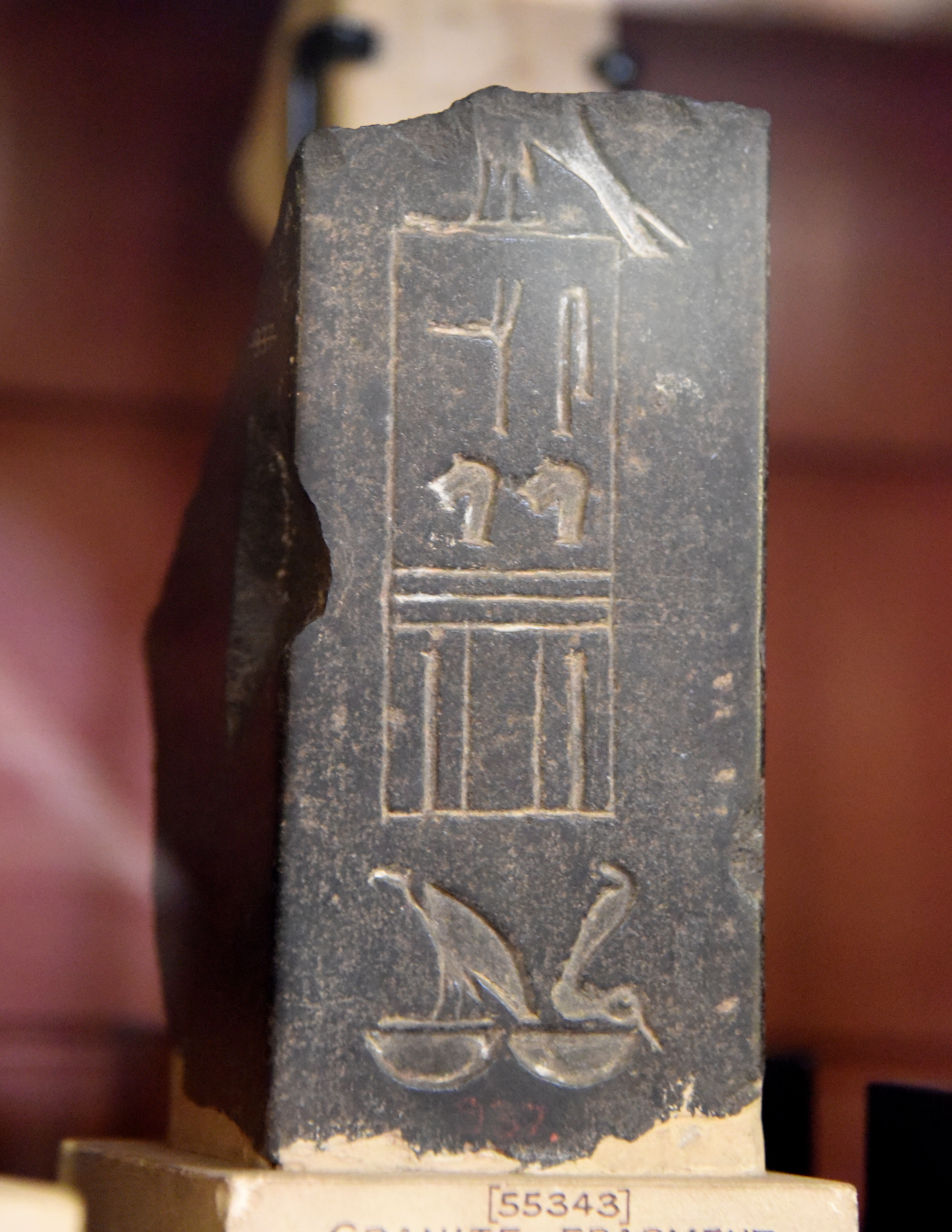
V. Sesonk Hórusz-neve Nehbet és Uadzset fölött. Fekete bazaltoszlop talapzatának töredéke, Fajjúmból. London, British Museum

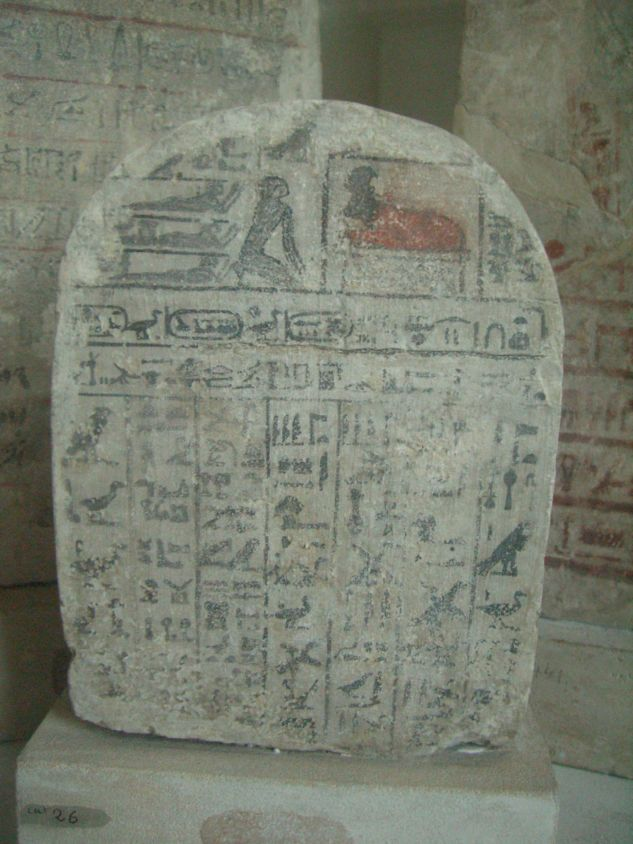
A szerapeumi sztélé V. Sesonk 11. évéből

Sesonk 11. uralkodási évét feljegyezték Memphiszben a Pami 2. évében beiktatott Ápisz-bika halálával, temetésével és utódja megtalálásával kapcsolatban. Említik Sesonk 8., 15. (vagy 17.), 19, 30., és 37. évét is, különféle libu törzsfők – Niumateped, Titaru, Ker, Rudamon és Anhhór – donációs sztéléin. Neve szerepel egy Atfihban talált sztélén is, melyet Sesonk 22. évében állítottak Hathor tiszteletére.
Taniszban elrendelte egy templom építését a thébai triász tiszteletére, különös hangsúllyal Honszu istenen. Valószínűleg 30. évében megünnepelte szed-ünnepét is, és jubileumi kápolnával bővíttette az előbb említett templomot. Ezeket az épületeket később lebontották és egy szent tavat alakítottak ki helyükön, az épületek maradványaiból azonban tudni, hogy Sesonk azzal ünnepelte jubileumát, hogy új Hórusz-, Nebti- és Arany Hórusz-nevet vett fel, uralkodói és személynevét pedig bővítette. Ezek a nevek éles ellentétben álltak az emlékművein használt egyszerű titulatúrával, amellyel archaikus hatást tükrözött. Tell el-Jahudijában is kerültek elő emlékei, dátum nélkül.
Uralkodása 37. évében a 11. évben beiktatott Ápisz-bika elpusztult és eltemették. Erről számos, a Szerapeumban felállított sztélé számol be, ezek közül a leghíresebb a Paszenhór-sztélé, amely egyben fontos genealógiai információval is szolgál a XXII. dinasztia elejéről és az uralkodócsalád líbiai származásáról. Az új bika túlélte Sesonkot, és a XXIV. dinasztiához tartozó Bakenranef ötödik uralkodási évében pusztult el.
V. Sesonk legmagasabb uralkodási dátuma a 38., amely egy Butóban fennmaradt donációs sztélén szerepel. A sztélét Tefnaht állíttatta, aki számos címét felsorolja, de a fáraóit még nem. A királyt nem említi a sztélé, de csak V. Sesonkról lehet szó, mert Tefnaht az ő uralkodása vége felé élt. A sztélé szövege, melyen mindössze az áll, hogy „A 38. uralkodási évben őfelsége, Felső- és Alsó-Egyiptom királya, a Két Föld ura [üres], Ré fia, [üres]”, lehet, hogy azt mutatja, hogy Tefnaht hatalma már ekkoriban is egyre növekedett a Delta nyugati részén, Sesonk rovására, akinek nevét lehagyták róla. Ugyanez mondható el egy másik, hasonló sztéléről, melyet szintén Tefnaht állíttatott, egy szintén meg nem nevezett, de Sesonkkal minden bizonnyal azonos uralkodó 36. évében.

## A trónutódlás
Sesonk valószínűleg i. e. 730-ban halt meg. Azon kívül, hogy Pami volt az apja, családi kapcsolatai nem teljesen tisztázottak, de feltételezhető, hogy IV. Oszorkon követte a trónon, aki a fia lehetett. Tudjuk, hogy Oszorkon anyja III. Tadibaszt királyné volt, aki így Sesonk felesége lehetett. Bonyolítja azonban a helyzetet, hogy létezett egy kevéssé ismert, II. Pedubaszt nevű uralkodó is, és lehet, hogy ő volt Sesonk utóda.

## Név, titulatúra
A fáraók titulatúrájának magyarázatát és történetét lásd az Ötelemű titulatúra szócikkben.
| G5 |

| G5 |

| E2 · D40 | F12 | F9 | N28 | G17 | R19 |

| E2 · D40 | F12 | F9 | N28 | G17 | R19 |

| E2 · D40 | F12 | F9 | N28 | G17 | R19 |

| E2 · D40 | F12 | F9 | N28 | G17 | R19 |

| G5 |

| G5 |

| E2 · D40 | F12 | F9 | N28 | G17 | R19 |

| E2 · D40 | F12 | F9 | N28 | G17 | R19 |

| E2 · D40 | F12 | F9 | N28 | G17 | R19 |

| E2 · D40 | F12 | F9 | N28 | G17 | R19 |

| G16 |

| G16 |

| wsr | s | F9 · F9 |

| wsr | s | F9 · F9 |

| G16 |

| G16 |

| wsr | s | F9 · F9 |

| wsr | s | F9 · F9 |

| G8 |

| G8 |

| wsr | s | F9 · F9 |

| wsr | s | F9 · F9 |

| G8 |

| G8 |

| wsr | s | F9 · F9 |

| wsr | s | F9 · F9 |

| M23 | L2 |

| M23 | L2 |

| N5 | O29V | L1 |

| N5 | O29V | L1 |

| N5 | O29V | L1 |

| N5 | O29V | L1 |

| N5 | O29V | L1 |

| N5 | O29V | L1 |

| N5 | O29V | L1 |

| N5 | O29V | L1 |

| M23 | L2 |

| M23 | L2 |

| N5 | O29V | L1 |

| N5 | O29V | L1 |

| N5 | O29V | L1 |

| N5 | O29V | L1 |

| N5 | O29V | L1 |

| N5 | O29V | L1 |

| N5 | O29V | L1 |

| N5 | O29V | L1 |

| G39 | N5 | \| \| |
|     |    |       |

|  |

| G39 | N5 | \| \| |
|     |    |       |

|  |

| M8 · M8 | W24 · N29 |

| M8 · M8 | W24 · N29 |

| M8 · M8 | W24 · N29 |

| M8 · M8 | W24 · N29 |

| M8 · M8 | W24 · N29 |

| M8 · M8 | W24 · N29 |

| M8 · M8 | W24 · N29 |

| M8 · M8 | W24 · N29 |

| G39 | N5 | \| \| |
|     |    |       |

|  |

| G39 | N5 | \| \| |
|     |    |       |

|  |

| M8 · M8 | W24 · N29 |

| M8 · M8 | W24 · N29 |

| M8 · M8 | W24 · N29 |

| M8 · M8 | W24 · N29 |

| M8 · M8 | W24 · N29 |

| M8 · M8 | W24 · N29 |

| M8 · M8 | W24 · N29 |

| M8 · M8 | W24 · N29 |

## Fordítás
- Ez a szócikk részben vagy egészben  a   Shoshenq V című angol Wikipédia-szócikk ezen változatának fordításán alapul.  Az eredeti cikk szerkesztőit annak laptörténete sorolja fel. Ez a jelzés csupán a megfogalmazás eredetét és a szerzői jogokat jelzi, nem szolgál a cikkben szereplő információk forrásmegjelöléseként.